# Mesoendothyrinae
Mesoendothyrinae es una subfamilia de foraminíferos bentónicos de la familia Mesoendothyridae, de la superfamilia Loftusioidea, del suborden Loftusiina y del orden Loftusiida. Su rango cronoestratigráfico abarca desde el Ladeniense (Triásico medio) hasta el Portlandiense (Jurásico superior).

## Discusión
Clasificaciones previas elevaron Mesoendothyrinae a la categoría de familia (familia Mesoendothyridae), y la incluyeron en el suborden Textulariina, en el orden Textulariida o en el orden Lituolida.

## Clasificación
Mesoendothyrinae incluye a los siguientes géneros:
- Audienusina †
- Mesoendothyra †